# Forcipomyia bureschi
Forcipomyia bureschi is een muggensoort uit de familie van de knutten (Ceratopogonidae). De wetenschappelijke naam van de soort is voor het eerst geldig gepubliceerd in 1934 door Zilahi-Sebess.